# Rode draad
Een rode draad is een term die slaat op een belangrijk onderdeel van de plot of verhaallijn van een verhaal in een boek, een film of een televisieserie. De rode draad is binnen deze verhaallijn een element dat telkens terugkeert, en dat alle gebeurtenissen binnen de verhaallijn met elkaar verbindt.
De rode draad kan iets tastbaars zijn, zoals een voorwerp of een persoon, maar ook iets ontastbaars, zoals een missie die de personages moeten volbrengen.